# Chuck (album, Chuck Berry)
Chuck je studiové album amerického zpěváka a kytaristy Chucka Berryho. Vydáno bylo v červnu 2017 společností Dualtone Records. Jde o jeho první studiové album po osmatřicetileté pauze. Poslední studiovou desku nazvanou Rock It vydal v roce 1979. Na desce se kromě jiných podílely taky Berryho děti. Hudebník desku věnoval své manželce Themettě, s níž žil již 68 let. Berry se vydání alba nedožil, zemřel v březnu 2017.

## Seznam skladeb
1. "Wonderful Woman"
2. "Big Boys"
3. "You Go to My Head"
4. "3/4 time (Enchiladas)"
5. "Darlin"
6. "She Still Loves You"
7. "Lady B. Goode"
8. "Jamaica Moon"
9. "Dutchman"
10. "Eyes of Man"

## Obsazení
- Chuck Berry – kytara, zpěv
- Robert Lohr – klavír
- Jimmy Marsala – baskytara
- Keith Robinson – bicí
- Charles Berry Jr. – kytara
- Charles Berry III – kytara
- Ingrid Berry – zpěv, harmonika
- Tom Morello – kytara
- Nathaniel Rateliff – doprovodné vokály
- Gary Clark, Jr. – kytara
- Debra Dobkin – bicí, perkuse
- The New Respects – doprovodné vokály
- Jeremy Lulito – bicí